# Drüsengänsefüße
Die Drüsengänsefüße (Dysphania) sind eine Pflanzengattung innerhalb der Familie der Fuchsschwanzgewächse (Amaranthaceae). Die etwa 42 Arten sind weltweit von den Tropen und Subtropen bis in die warm-gemäßigten Gebieten verbreitet.

## Beschreibung

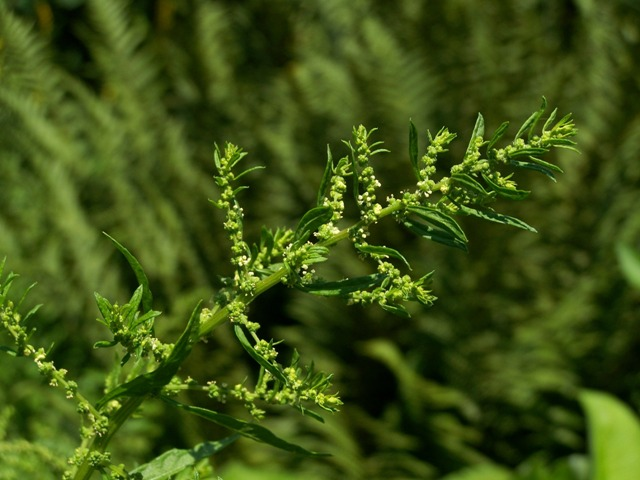
Blütenstand vom
Mexikanischen Drüsengänsefuß (Dysphania ambrosioides)

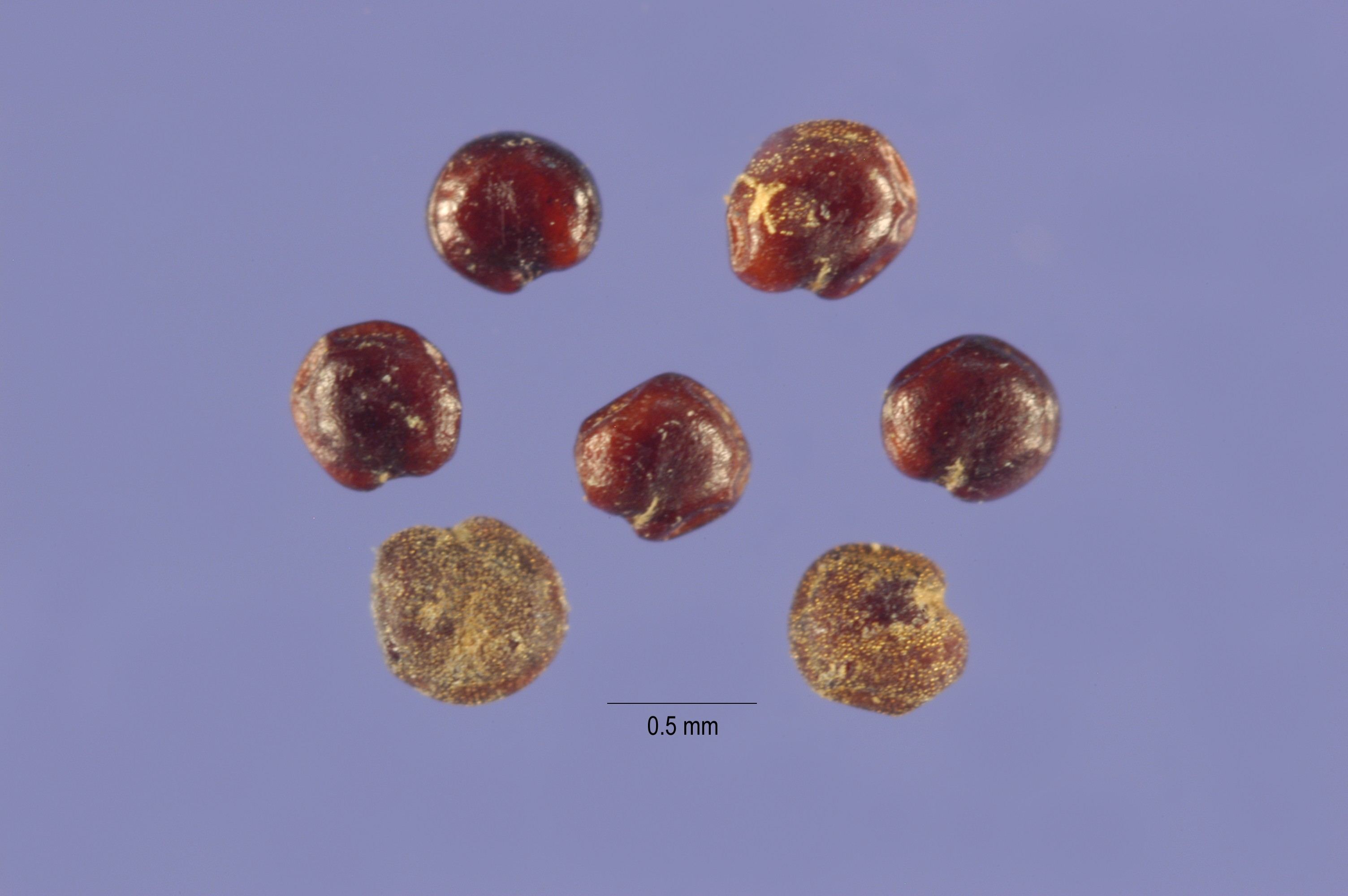
Früchte und Samen vom
Klebrigen Drüsengänsefuß (Dysphania botrys)

### Vegetative Merkmale
Die Drüsengänsefuß-Arten sind einjährige oder kurzlebige ausdauernde krautige Pflanzen. Ihre Oberfläche ist bedeckt mit gestielten oder sitzenden Drüsenhaaren, wodurch die Pflanzen einen aromatischen (teilweise als unangenehm empfundenen) Geruch verströmen. Manchmal ist auch eine Behaarung mit einreihig-vielzelligen Trichomen vorhanden, selten verkahlen die Pflanzen. Der aufrechte, aufsteigende oder niederliegende Stängel ist meist verzweigt.
Die wechselständigen Laubblätter sind meist gestielt (bei einigen Arten sind die oberen Blätter sitzend). Ihre Blattspreite ist linealisch, lanzettlich, eiförmig oder elliptisch, oft fiederartig gelappt, mit keilförmiger oder gestutzter Basis und ganzrandigem, gezähntem oder gesägtem Blattrand.

### Blütenstand und Blüte
In endständigen, lockeren, einfachen oder zusammengesetzten scheinährigen Blütenständen stehen zymöse Teilblütenstände oder dichte achselständige knäuelige Teilblütenstände. Tragblätter fehlen oder sind reduziert.
Die Blüten sind zwittrig (selten eingeschlechtig). Die Blütenhülle besteht aus ein bis fünf Tepalen, die meist nur an der Basis verbunden sind, bei einigen Arten aber zu einer sackartigen Struktur verwachsen sind. Es sind ein bis fünf Staubblätter vorhanden. Auf dem oberständigen Fruchtknoten befinden sich ein bis drei fadenförmige Narben.

### Früchte und Samen
Die Frucht wird häufig von der Blütenhülle umschlossen. Die häutige Fruchtwand liegt dem horizontalen oder vertikalen, kugeligen bis linsenförmigen Samen mehr oder weniger locker an. Die rotbraune oder schwarze Samenschale ist glatt oder runzelig. Der ringförmige oder hufeisenförmige Embryo umgibt das reichlich vorhandene, mehlige Nährgewebe.

### Chromosomensätze
Als Chromosomenzahlen werden 2n=16, 18, 32, 36 und 48 angegeben.

### Photosyntheseweg
Die Drüsengänsefüße sind C3-Pflanzen mit normaler Blattanatomie.

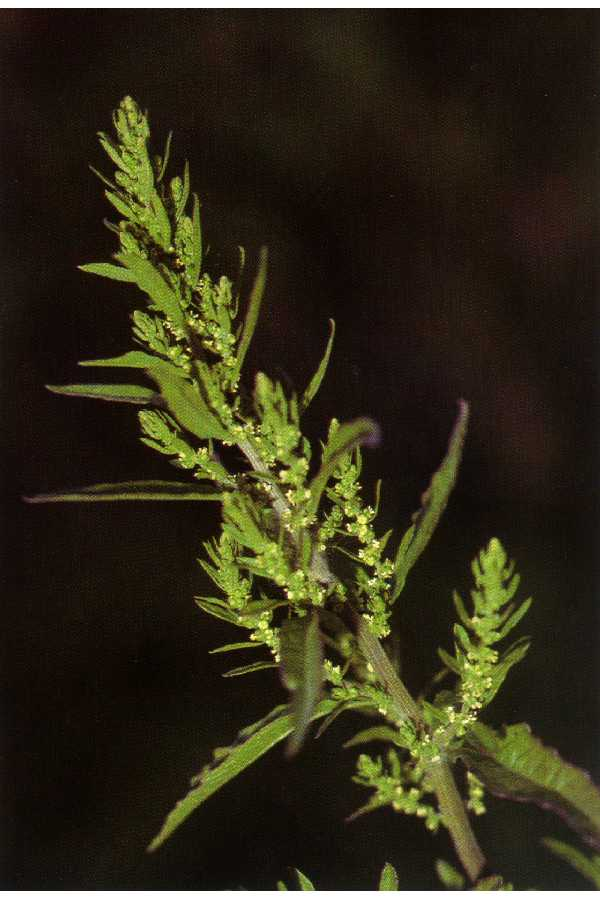
Mexikanischer Drüsengänsefuß (Dysphania ambrosioides)

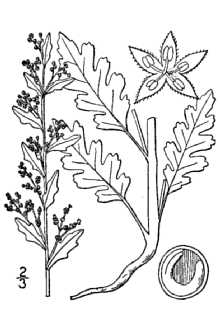
Illustration vom Klebrigen Drüsengänsefuß (Dysphania botrys)

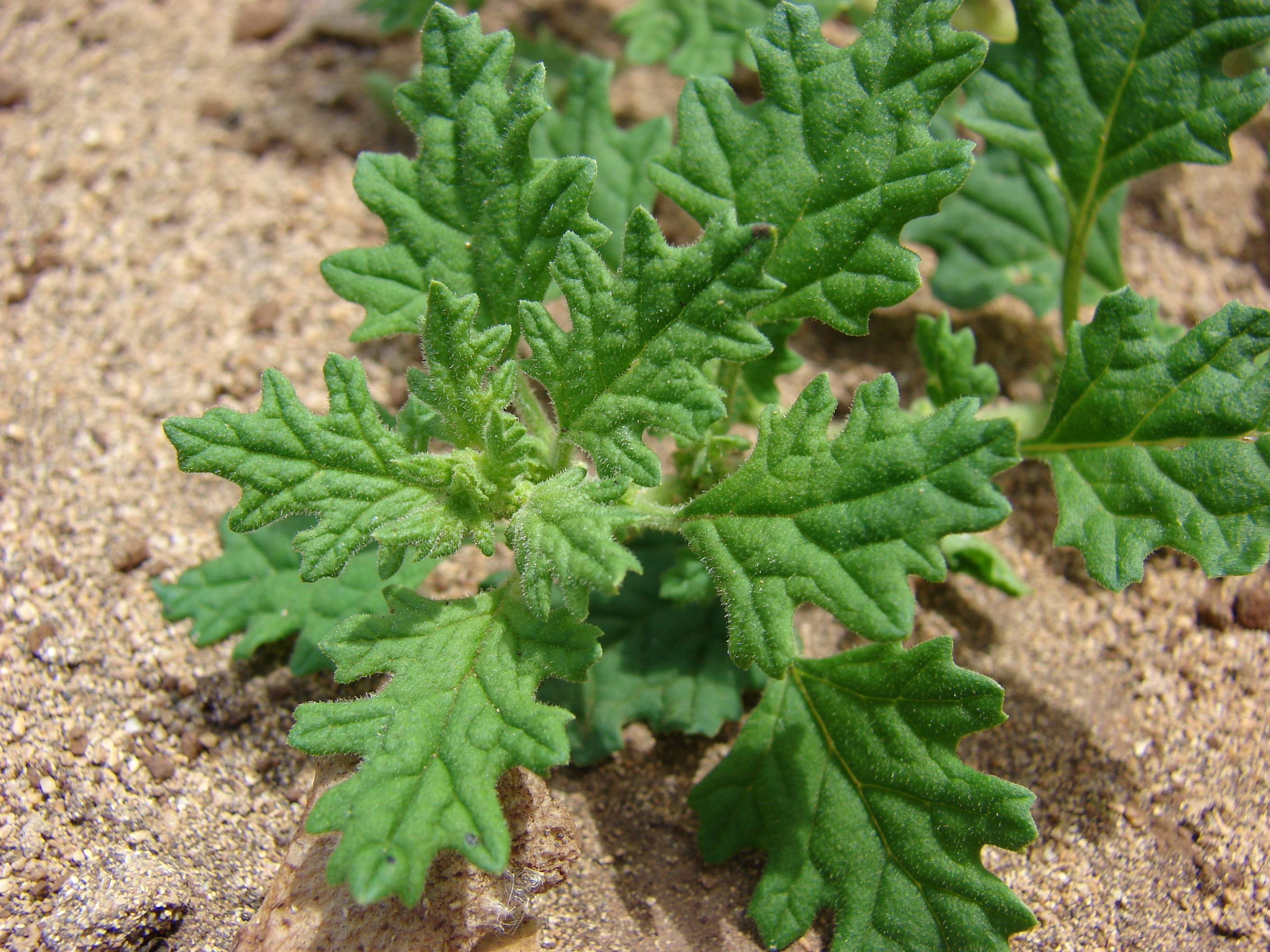
Gekielter Drüsengänsefuß (Dysphania carinata)

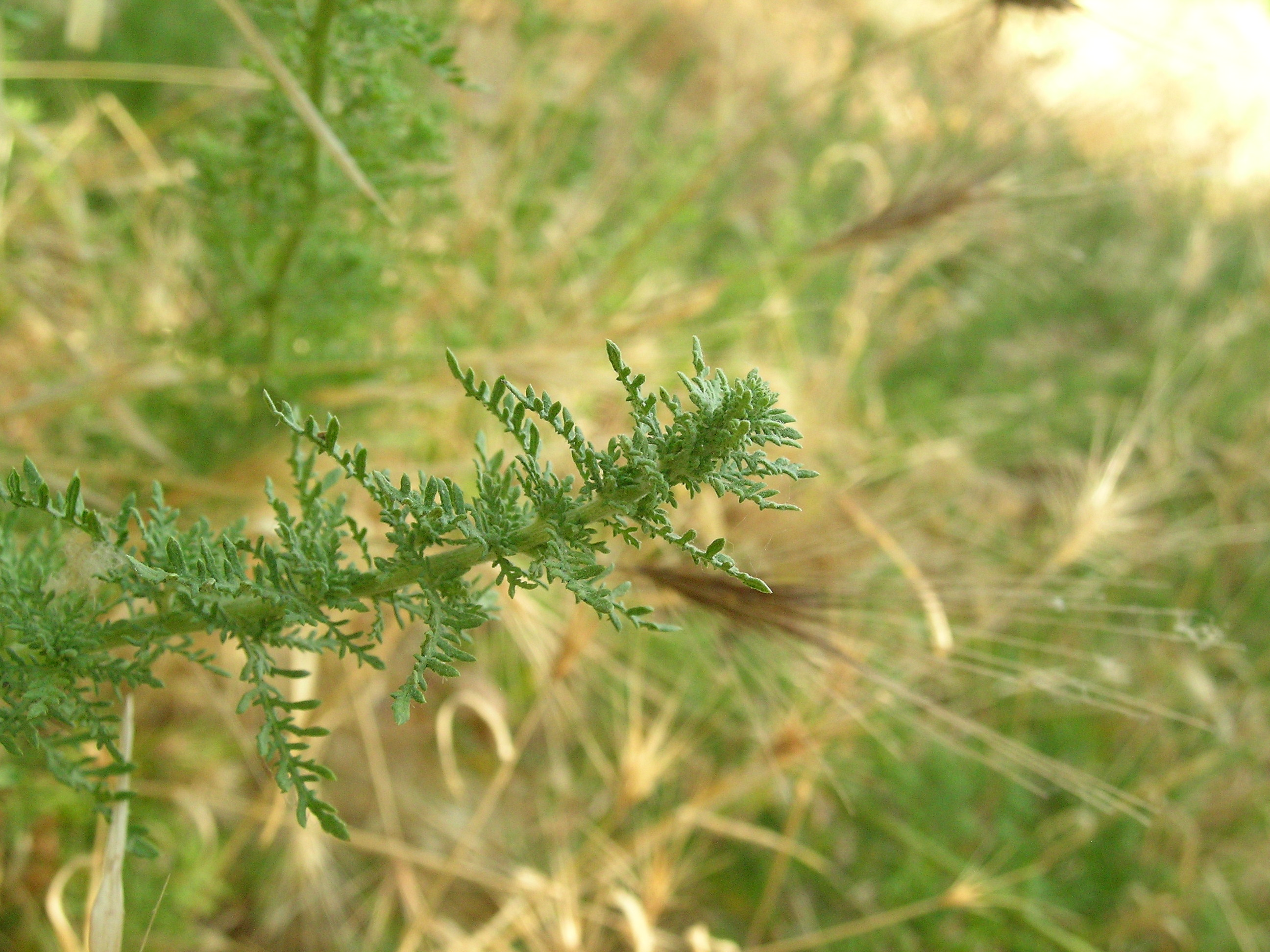
Schlitzblättriger Drüsengänsefuß (Dysphania multifida)

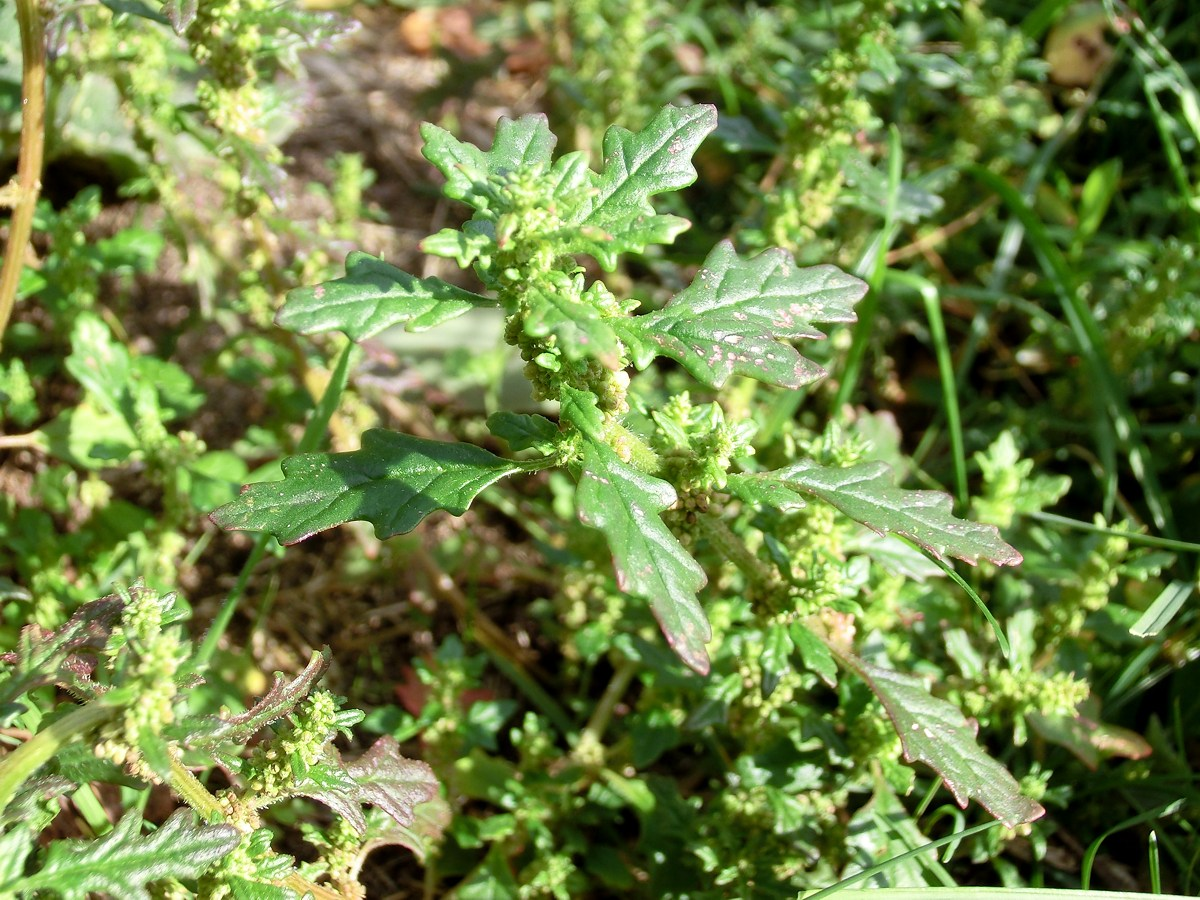
Australischer Drüsengänsefuß (Dysphania pumilio)

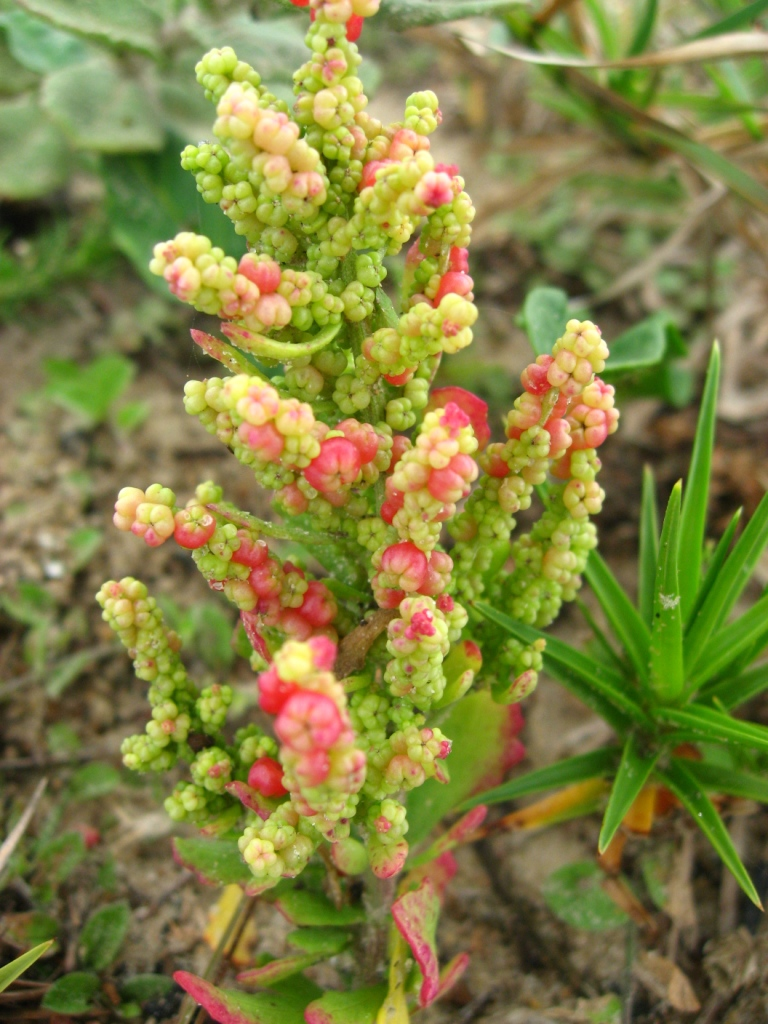
Dysphania retusa

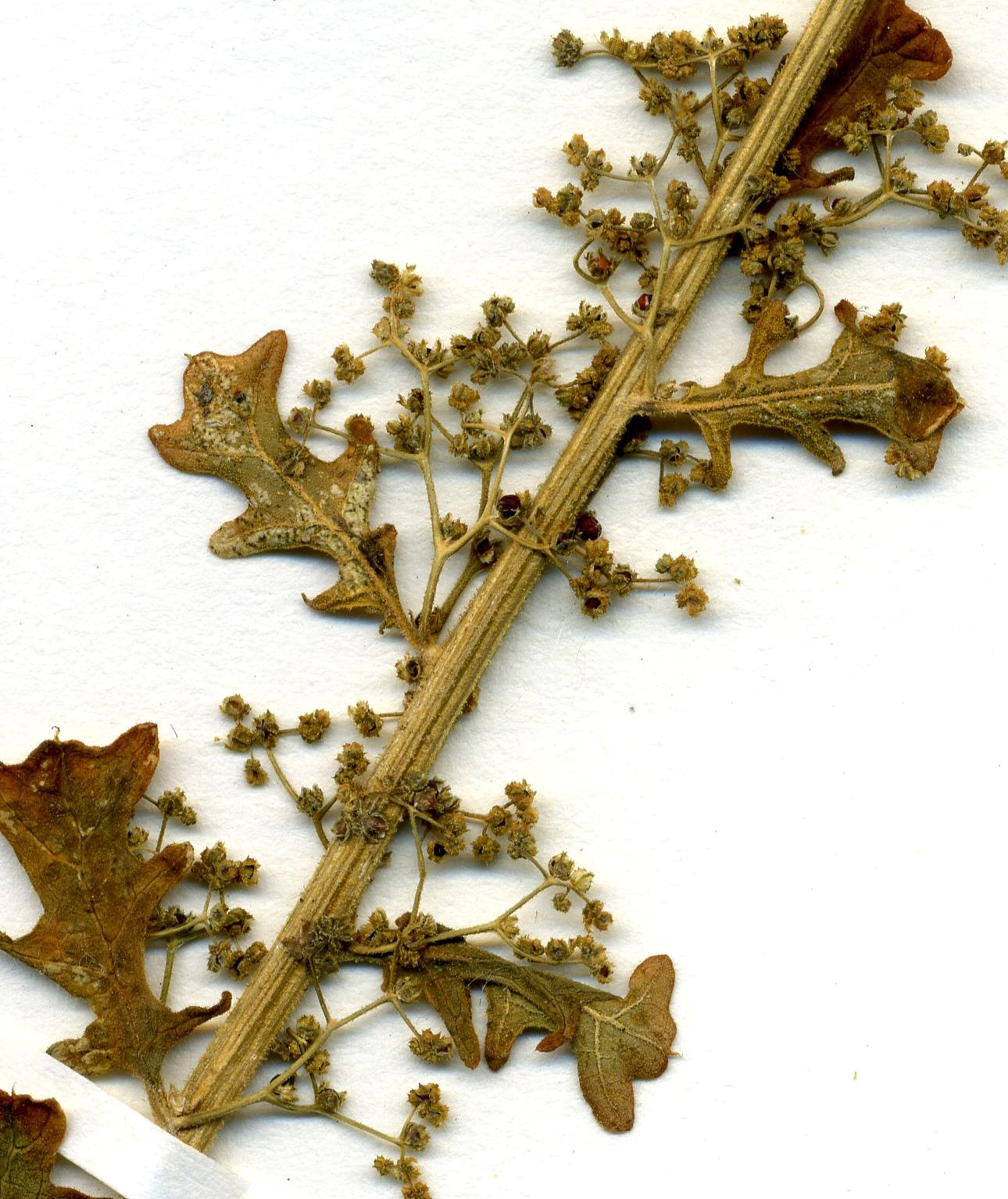
Schraders Drüsengänsefuß (Dysphania schraderiana)

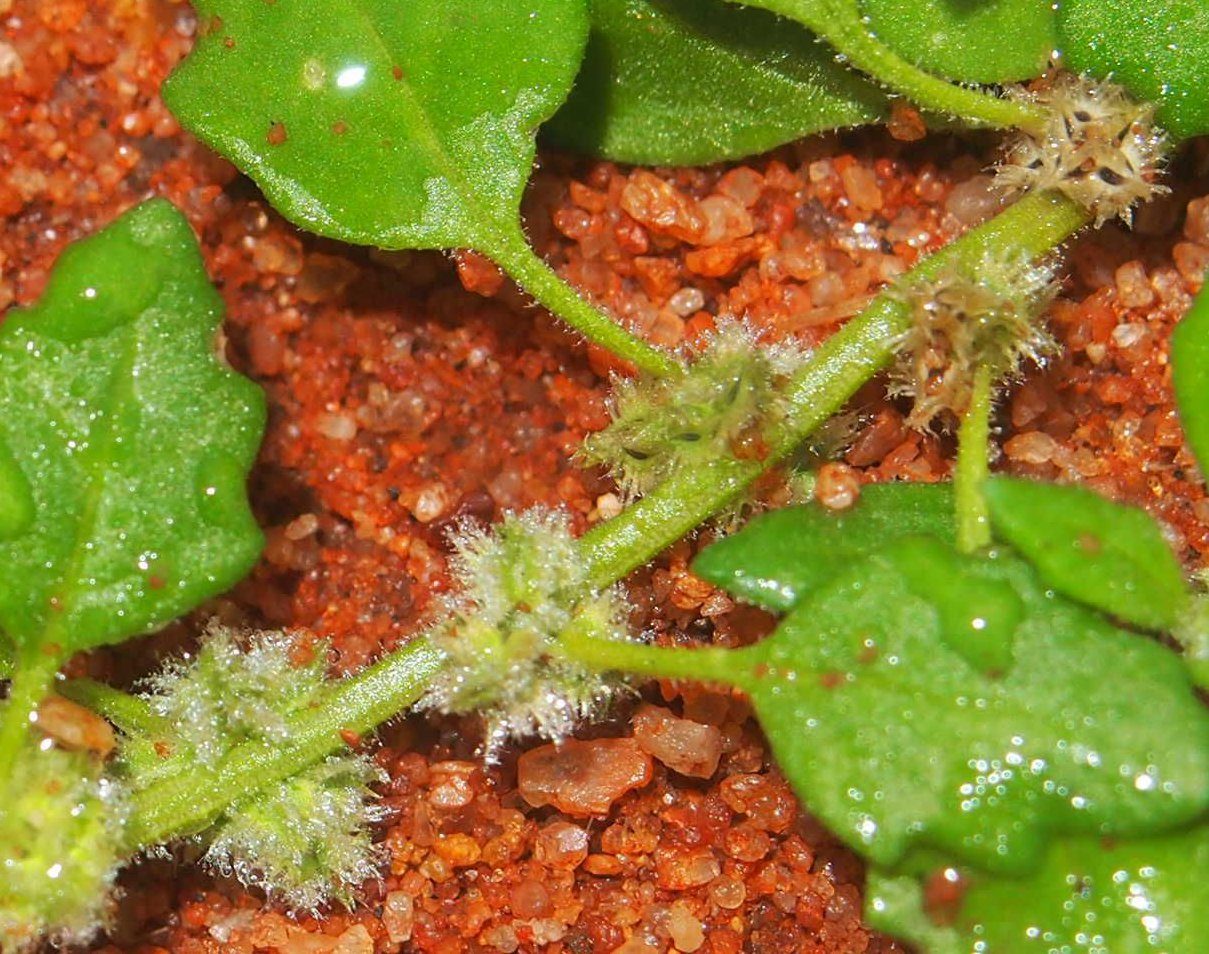
Dysphania truncata

## Vorkommen
Die Drüsengänsefuß-Arten sind weltweit von den Tropen und Subtropen bis in die warm-gemäßigten Zonen verbreitet.
In Europa kommen sie natürlich, als Archäophyt oder eingebürgert vor. Nur im Norden fehlen sie oder treten nur gelegentlich als Adventivpflanzen auf.
In Deutschland und Österreich kommen vier Arten vor:
- Mexikanischer Drüsengänsefuß, Epazote (Dysphania ambrosioides (L.) Mosyakin & Clemants)
- Wurmsamen-Drüsengänsefuß (Dysphania anthelmintica (L.) Mosyakin & Clemants)
- Klebriger Drüsengänsefuß (Dysphania botrys (L.) Mosyakin & Clemants)
- Australischer Drüsengänsefuß (Dysphania pumilio (R.Br.) Mosyakin & Clemants)
- Schraders Drüsengänsefuß (Dysphania schraderiana (Schult.) Mosyakin & Clemants)

## Systematik
Nach phylogenetischen Untersuchungen gehört die Gattung Dysphania zur Tribus Dysphanieae in der Unterfamilie Chenopodioideae innerhalb der Familie der Fuchsschwanzgewächse (Amaranthaceae) und scheint mit den Gattungen Suckleya und Cycloloma näher verwandt zu sein.
Die Erstveröffentlichung der Gattung Dysphania erfolgte 1810 durch Robert Brown. Die Typusart ist Dysphania littoralis R.Br. Der Gattungsname Dysphania kommt von dem griechischen Wort dysphanis, was undeutlich bedeutet, und bezieht sich vermutlich auf die unauffälligen Blüten.
Die Gattung Dysphania umfasste anfangs nur sieben bis zehn Arten in Australien. Zeitweise wurden diese sogar als eigene Familie Dysphaniaceae Pax & Hoffmann aufgefasst oder sogar ganz anderen Familien (Illecebraceae und Caryophyllaceae) zugeordnet. Mosyakin & Clemants erweiterten 2002 die Gattung um die drüsig behaarten Arten der Gattung Gänsefuß (Chenopodium subgenus Ambrosia A.J.Scott). Weitere Synonyme für Dysphania R.Br. sind Neobotrydium Moldenke und Roubieva Moq.
Weltweit gehören zur Gattung Dysphania fünf Sektionen mit etwa 42 Arten:
- Dysphania sect. Adenois (Moq.) Mosyakin & Clemants: mit etwa 15 Arten in Süd- und Mittelamerika heimisch, heute fast weltweit von den Tropen bis in warm-temperierte Regionen verbreitet: 
  - Mexikanischer Drüsengänsefuß, Epazote (Dysphania ambrosioides (L.) Mosyakin & Clemants, Syn.: Chenopodium ambrosioides L.): Diese äußerst vielgestaltige Art ist in Nord- und Südamerika heimisch und ist eingebürgert auch in anderen Kontinenten verbreitet.
  - Dysphania andicola (Phil.) Mosyakin & Clemants (Syn.: Ambrina andicola Phil., Chenopodium ambrosioides var. andicola (Phil.) Aellen)
  - Wurmsamen-Drüsengänsefuß (Dysphania anthelmintica (L.) Mosyakin & Clemants, Syn.: Chenopodium anthelminticum L., Chenopodium ambrosioides var. anthelminticum (L.) A.Gray): In Nordamerika und der Karibik heimisch, kommt diese Art kultiviert oder eingebürgert auch in anderen Kontinenten vor.
  - Dysphania burkartii (Aellen) Mosyakin & Clemants (Syn.: Chenopodium ambrosioides subsp. burkartii Aellen, Chenopodium burkartii (Aellen) Vorosch.)
  - Dysphania chilensis (Schrad.) Mosyakin & Clemants (Syn.: Chenopodium chilense Schrad., Chenopodium ambrosioides var. chilense (Schrad.) Spegazzini; Chenopodium ambrosioides var. vagans (Standley) J.T.Howell): in Argentinien und Chile beheimatet.
  - Dysphania dunosa (L.E.Simón) Mosyakin & Clemants (Syn.: Chenopodium dunosum L.E.Simón)
  - Schlitzblättriger Drüsengänsefuß (Dysphania multifida (L.) Mosyakin & Clemants, Syn.: Chenopodium multifidum L., Roubieva multifida (L.) Moq., Teloxys multifida (L.) W.A.Weber): Diese Art ist heimisch in Südamerika und als eingeführte Art weit verbreitet in tropischen, subtropischen und warm-gemäßigten Regionen.
  - Dysphania oblanceolata (Speg.) Mosyakin & Clemants (Syn.: Chenopodium ambrosioides var. oblanceolatum Speg., Chenopodium oblanceolatum (Speg.) Giusti)
  - Dysphania retusa (Juss. ex Moq.) Mosyakin & Clemants (Syn.: Chenopodium retusum Juss. ex Moq.)
  - Dysphania sooana (Aellen) Mosyakin & Clemants (Syn.: Chenopodium sooanum Aellen)
  - Dysphania tomentosa (Thouars) Mosyakin & Clemants (Syn.: Chenopodium tomentosum Thouars)
  - Dysphania venturii (Aellen) Mosyakin & Clemants (Syn.: Chenopodium ambrosioides subsp. venturii Aellen, Chenopodium venturii (Aellen) Cabrera)
- Dysphania sect. Botryoides (C.A.Mey.) Mosyakin & Clemants: mit zwei Untersektionen: 
  - Dysphania sect. Botryoides subsect. Botrys (Aellen & Iljin) Mosyakin & Clemants: mit etwa neun Arten mit weltweiter Verbreitung, heimisch im südlichen Nordamerika, nördlichen Südamerika, südlichen Eurasien und Afrika.
    - Klebriger Drüsengänsefuß (Dysphania botrys (L.) Mosyakin & Clemants, Syn.: Chenopodium botrys L.): Sein Verbreitungsgebiet umfasst Mittel-, Süd- und Osteuropa, die temperierte Regionen von Asien bis zum chinesischen Xinjiang. Eingebürgert oder kultiviert kommt er auch in anderen gemäßigten Regionen vor.
    - Dysphania nepalensis (Colla) Mosyakin & Clemants (Syn.: Chenopodium nepalense Colla), in Zentralasien
    - Dysphania procera (Hochst. ex Moq.) Mosyakin & Clemants (Syn.: Chenopodium procerum Hochst. ex Moq.)
    - Dysphania pseudomultiflora (Murr) Verloove & Lambinon (Syn.: Chenopodium foetidum subsp. pseudomultiflorum Murr): in Südafrika beheimatet.
    - Schraders Drüsengänsefuß (Dysphania schraderiana (Schult.) Mosyakin & Clemants, Syn. Chenopodium schraderianum Schult.)

  - Dysphania sect. Botryoides subsect. Incisa (Standley) Mosyakin & Clemants: mit drei Arten im südwestlichen Nordamerika und in Südamerika: 
    - Dysphania dissecta (Moq.) Mosyakin & Clemants (Syn.: Ambrina dissecta Moq., Chenopodium dissectum (Moq.) Standley)
    - Duftender Drüsengänsefuß (Dysphania graveolens (Willd.) Mosyakin & Clemants, Syn.: Chenopodium graveolens Willd., Chenopodium incisum Poiret, Teloxys graveolens (Willd.) W.A.Weber): Er ist in Nord- und Südamerika heimisch, eingeführt kommt er auch in anderen Kontinenten vor.
    - Dysphania mandonii (S.Watson) Mosyakin & Clemants (Syn.: Teloxys mandonii S.Watson, Chenopodium mandonii (S.Watson) Aellen)
- Dysphania sect. Dysphania, mit etwa acht Arten, die alle nur in Australien vorkommen:[6]
  - Dysphania glandulosa Paul G.Wilson
  - Dysphania glomulifera Paul G.Wilson (Syn.: Dysphania myriocephala Benth., Chenopodium myriocephalum (Benth.) Aellen)
  - Dysphania kalpari Paul G.Wilson
  - Dysphania littoralis R.Br.
  - Dysphania plantaginella F.Muell.
  - Dysphania platycarpa Paul G.Wilson
  - Dysphania rhadinostachya (F.Muell.) A.J.Scott (Syn.: Chenopodium rhadinostachyum F. Muell.)
  - Dysphania simulans F.Muell. & Tate ex Tate
  - Dysphania sphaerosperma Paul G.Wilson
  - Dysphania valida Paul G.Wilson
- Dysphania sect. Orthospora (R.Br.) Mosyakin & Clemants: mit etwa sieben Arten in Neuseeland und Australien heimisch, einige Arten sind auch in anderen Regionen eingeführt worden:
  - Gekielter Drüsengänsefuß (Dysphania carinata (R.Br.) Mosyakin & Clemants, Syn.: Chenopodium carinatum R.Br.): Er ist in Australien heimisch und auch in anderen Kontinenten eingebürgert.
  - Kamm-Drüsengänsefuß (Dysphania cristata (F.Muell.) Mosyakin & Clemants, Syn.: Blitum cristatum F.Muell., Chenopodium cristatum (F.Muell.) F.Muell.): Er ist in Australien heimisch und wächst eingeführt auch in anderen Kontinenten.
  - Dysphania melanocarpa (J.M.Black) Mosyakin & Clemants (Syn.: Chenopodium carinatum var. melanocarpum J.M.Black, Chenopodium melanocarpum (J.M.Black) J.M.Black)
  - Australischer Drüsengänsefuß (Dysphania pumilio (R.Br.) Mosyakin & Clemants, Syn.: Chenopodium pumilio R.Br., Teloxys pumilio (R.Br.) W.A.Weber): Er ist in Australien heimisch und wächst eingebürgert auch in anderen Kontinenten.
  - Dysphania pusilla Mosyakin & Clemants (Syn.: Chenopodium pusillum Hook. f.)
  - Dysphania saxatilis (Paul G.Wilson) Mosyakin & Clemants (Syn.: Chenopodium saxatile P.G.Wilson)
  - Dysphania truncata (Paul G.Wilson) Mosyakin & Clemants (Syn.: Chenopodium truncatum P.G.Wilson)
- Dysphania sect. Roubieva (Moq.) Mosyakin & Clemants
  - Argentinischer Drüsengänsefuß (Dysphania bonariensis (Hook.f.) Mosyakin & Clemants, Syn.: Roubieva bonariensis Hook. f., Chenopodium haumanii Ulbr.)
  - Dysphania microcarpa (Phil.) Mosyakin & Clemants (Syn.: Roubieva microcarpa Phil.)
- Bislang noch keiner Sektion zugeordnete Arten:
  - Dysphania congolana (Hauman) Mosyakin & Clemants (Syn.: Chenopodium glaucum var. congolanum Hauman, Chenopodium congolanum (Hauman) Brenan), in Afrika.
  - Dysphania minuata (Aellen) Mosyakin & Clemants (Syn.: Chenopodium minuatum Aellen)
  - Dysphania stellata (Standley) Mosyakin & Clemants (Syn.: Chenopodium stellatum S.Watson): Diese Art zeichnet sich durch sechs bis acht Blütenhüllblätter aus.

Nicht mehr zu dieser Gattung gezählt wird Teloxys aristata (L.) Moq.  (Syn. Dysphania aristata (L.) Mosyakin & Clemants, Chenopodium aristatum L.), der nach phylogenetischen Untersuchungen von Fuentes et al. (2011) als eigene Gattung Teloxys abgetrennt wird.

## Nutzung
Mexikanischer Drüsengänsefuß oder Epazote (Dysphania ambrosioides) ist eine vielseitig genutzte Heilpflanze und Teepflanze. Auch als Insektizid gegen Läuse und Wanzen wird sie angewendet.
Einige Dysphania-Arten finden als Färbepflanzen Verwendung.